# Schnellste Rennrunde
Als schnellste Rennrunde bezeichnet man im Motorsport die beste Rundenzeit während eines Rennens.
Das Erreichen der schnellsten Rennrunde hatte in der Geschichte des Motorsports selten materielle Bedeutung für die Fahrer und Teams. So wurde in der Formel 1 in der Zeit zwischen 1950 und 1960 ein Zusatzpunkt für die schnellste Rennrunde vergeben. Auch in der Motorrad-Weltmeisterschaft wurde das Erzielen der schnellsten Rundenzeit im Rennen 1949 mit einem Punkt belohnt.
Ermittelt wird die schnellste Rennrunde, seit es eine Zeitmessung bei Motorsportrennveranstaltungen gibt. Sie wird unabhängig vom jeweils geltenden Punktesystem ebenso wie das Erreichen des besten Startplatzes (Pole-Position) als Prestigeerfolg für den jeweiligen Fahrer angesehen, der ihm jedoch außer beim Start keine Vorteile verschafft.

## Formel 1
In der Formel 1 fuhr der spätere Weltmeister Giuseppe Farina beim ersten Formel-1-Grand-Prix der Geschichte 1950 in Silverstone die erste offizielle Rundenbestzeit. Bislang ist Michael Schumacher der Pilot mit den meisten schnellsten Rennrunden in der Geschichte der Formel 1 (77), gefolgt von Lewis Hamilton (67) und Kimi Räikkönen (46). Unter den Konstrukteuren hält Ferrari mit 254 schnellsten Rennrunden den Rekord.
Das Erreichen der Pole-Position, das Fahren der schnellsten Rennrunde und der Sieg beim selben Grand Prix bezeichnet man im Motorsport als Hattrick. Die meisten Hattricks in der Formel 1 – nämlich 22 – erzielte im Lauf seiner Karriere ebenfalls Michael Schumacher.
Seit 2007 werden die schnellsten Fahrer in der Formel 1 mit der DHL Fastest Lap Award belohnt. Sieger wird der Fahrer, der am Ende der Saison die meisten schnellsten Rennrunden gefahren ist.
Von 2019 bis 2024 wurde für den Fahrer mit der schnellsten Rennrunde wieder ein WM-Punkt vergeben. Der Fahrer musste sich für den Punkt unter den ersten zehn Fahrern befinden. In der Formel 1 wurde in der Zeit zwischen 1950 und 1960 bereits ein Zusatzpunkt für die schnellste Rennrunde vergeben.

## IndyCar
Zwischen 2004 und 2007 gab es in der Champ Car World Series einen Bonuspunkt für die schnellste Rennrunde. Im aktuellen Reglement der IndyCar Series ist das nicht mehr vorgesehen.

## NASCAR
Erstmals in der über 70-jährigen Geschichte von NASCAR wird ab der Saison 2025 ein Bonus-Punkt für die schnellste Rennrunde vergeben. Davor gab es lediglich Bonuspunkte für Führungsrunden.